# Koltur (település)
Koltur (dánul: Kolter) település Feröer Koltur nevű szigetén. Közigazgatásilag Tórshavn községhez tartozik.

## Történelem
Első írásos említése az 1400 körüli évekből származik.
1584-es források szerint két család lakott a szigeten, két külön tanyán. 1866-ban 40 lakosa volt a szigetnek. Az  1980-as években a falu elnéptelenedett, 1990-ben az utolsó itt lakó birkapásztorok is elköltöztek az állami tulajdonú területről. A jelenlegi lakók 1994-ben érkeztek.
2005. január 1-je óta Tórshavn község része, előtte Hestur községhez (Hests kommuna) tartozott.

## Népesség
| Év              | Lakosság |
| --------------- | -------- |
| 1986. január 1. | 5        |
| 1991. január 1. | 1        |
| 1996. január 1. | 0        |
| 2001. január 1. | 2        |
| 2006. január 1. | 2        |

## Gazdaság
A Patursson házaspár 1994-ben települt ide Kirkjubøurból. A sziget bérleti lehetősége fejében vállalták, hogy helyreállítják és gondozzák az építészeti örökséget jelentő 16. századi házakat. Juhokat (mintegy 160 darabot) és szarvasmarhát tartanak, a gyapjút és a húst értékesítik. A szigeten megforduló turistákat a fejreállított viking hajóra emlékeztető, tőzegtetős kőházak vonzzák.

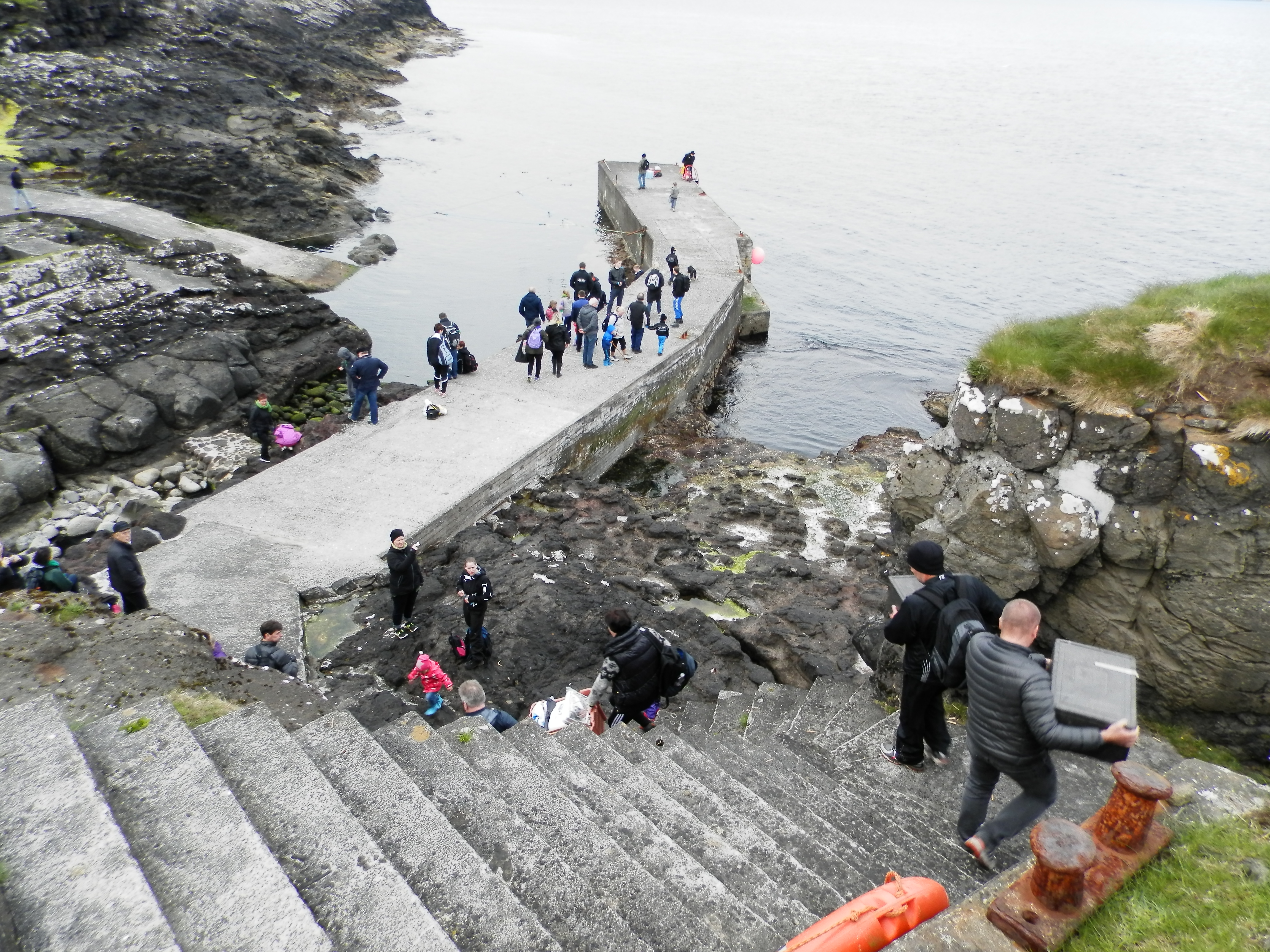
Koltur kikötője

## Közlekedés
A szigeten komp nem közlekedik, de hetente háromszor érinti az Atlantic Airways helikopterjárata.

## Turizmus

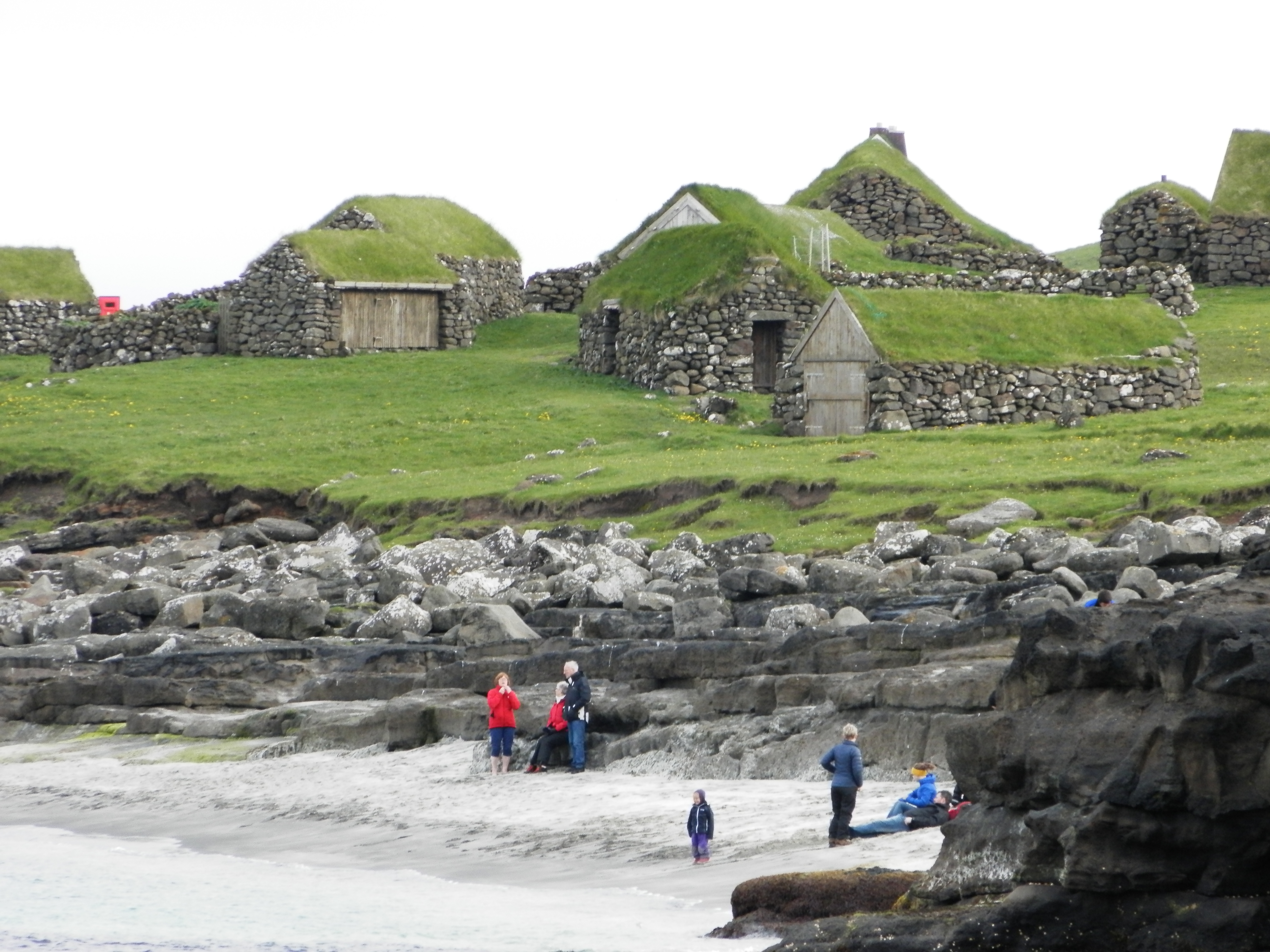
Helyreállított régi épületek

A gazdaság nyaranta vendégeket fogad, akiket számos érdekes  programmal várnak. A helyreállított ősi épületek is vonzóvá teszik a települést.